# Panagiotis (Schiff, 1937)
Die Panagiotis war ein Küstenmotorschiff, das am 1. Oktober 1980 in einer Bucht auf der Insel Zakynthos auf Position 37° 51′ 34″ N, 20° 37′ 29″ O
strandete. Es ist wegen seiner Lage auf dem Strand ein bekanntes Fotomotiv.

## Geschichte

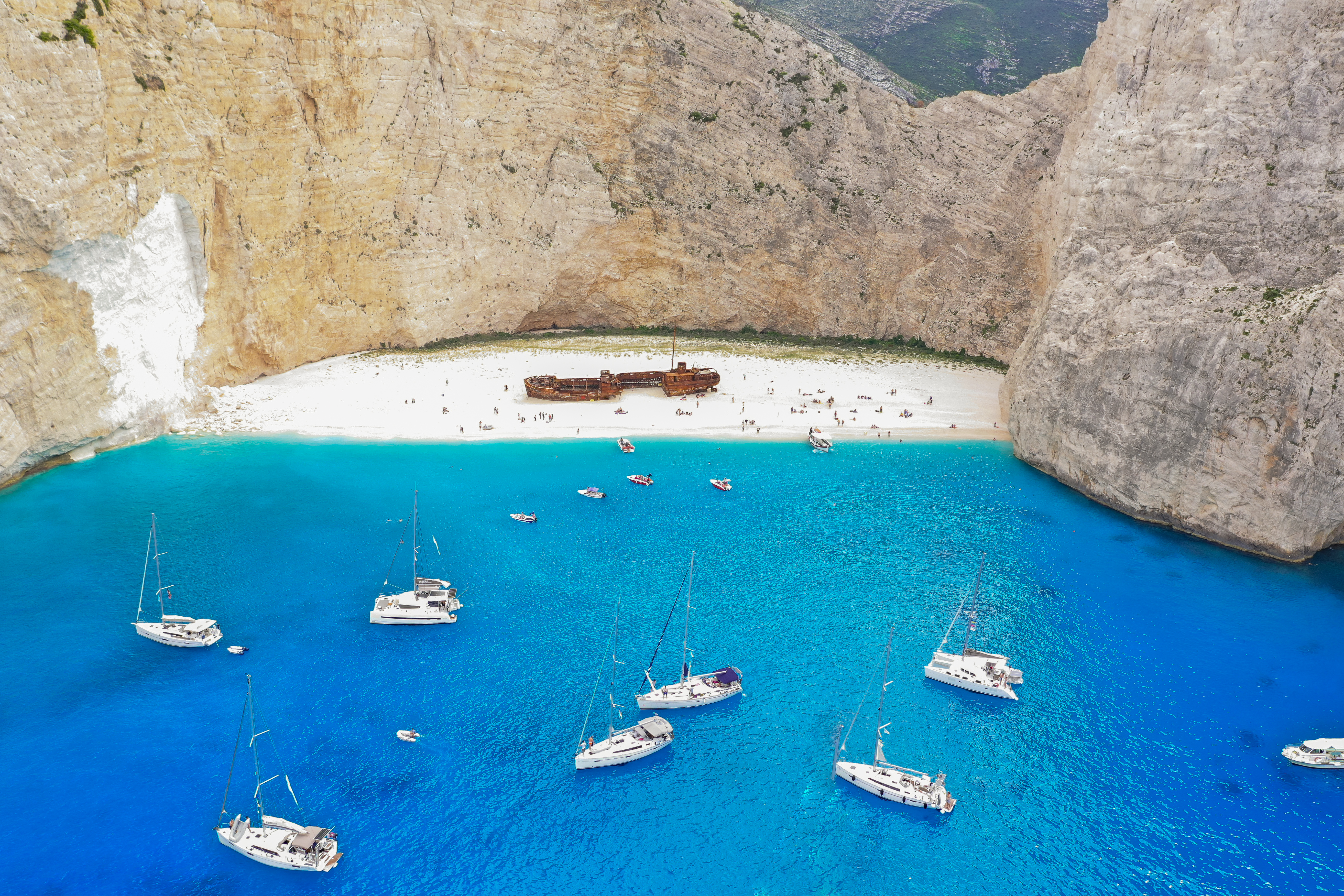
Die Bucht mit dem Wrack ist eine beliebte Touristenattraktion (2018)

Die Panagiotis wurde am 14. Januar 1937 als Saint Bedan für die M. J. & A. Gardner and Co. Ltd, Glasgow auf der Werft Scott & Sons in Bowling (Schottland) gebaut und in Dienst gestellt. Bis 1944 wurde sie hauptsächlich im Küstenbereich der Irischen See eingesetzt. 1944 wurde sie vom Ministry of War Transport (MoWT) für den D-Day requiriert, die Saint Bedan lud militärische Güter in Port Talbot und reiste mit dem Konvoi EBC4W über den Ärmelkanal an die französische Atlantikküste.
Nach dem Zweiten Weltkrieg wechselte sie mehrmals ihre Eigner und ihren Namen:
- 1964 – verkauft nach Griechenland an Gigilinis & S Kakassinas, Thessaloniki, neuer Name Meropi
- 1965 – umgetauft in Charis
- 1972 – verkauft an Marina Koutrouba & Co., Thessaloniki
- 1974 – verkauft an N. S. Kalfas, Thessaloniki, neuer Name Nicos
- 1977 – verkauft an G Trivelas & Co., Thessaloniki, neuer Name Panagiotis
- 1980 – verkauft an P Lisikatos & Co, Piräus[3][4]

## Strandung
Als sich die Panagiotis auf ihrer letzten Reise unter Kapitän Charalambos Kompothekras von Argostoli, Kefalonia nach Durrës, Albanien befand, wurde sie von einem Sturm überrascht und nach einem
technischen Defekt auf den Strand gespült.
„Angeblich war das Schiff mit geschmuggelten Zigaretten auf dem Weg von der Türkei nach Italien“, formuliert die Kleine Zeitung 2024.

## Erosion
Das Schiffswrack liegt etwa parallel zur Uferlinie und aufrecht auf dem Kies, mit dem Bug in Richtung Nordost. Die Bucht öffnet sich Richtung NW zum Meer.
2024 fehlt dem rostigen Eisenschiff entlang des halben Rumpfumfangs die Blechhaut. Im mittleren Drittel kann man durch das Gerippe der Spanten hindurchsehen. Nur geringe Reste von Lackierung haften noch auf dem Blech. Der Inselbürgermeister Giorgos Stasinopoulos beklagt, dass das Wrack Gefahr läuft im Kies zu versinken oder von der Brandung weggespült zu werden. Er möchte, dass die Gemeinde von der Regierung die Zuständigkeit für Strand und das etwa 50 m lange Wrack übertragen bekommt, um es als Sehenswürdigkeit zu retten.
Nachdem Steinschlag und ein Abbruch vom steilen Fels Touristen verletzt hat, ist der Strand durch das Tourismusministerium für Aufenthalte seit 2022 gesperrt. Ausflugsboote dürfen die Bucht zwar anlaufen, jedoch keine Personen mehr dort absetzen.